# George Cruikshank
Pour les articles homonymes, voir Cruikshank.
George Cruikshank (Londres, 27 septembre 1792 – Camden Town, Londres, 1er février 1878) est un illustrateur et caricaturiste britannique.

## Biographie

### Ses premières années
Né à Duke Street (Bloomsbury), le 27 septembre 1792, George Cruikshank est le second fils du caricaturiste, miniaturiste et illustrateur d'ouvrages, Isaac Cruikshank (1756-1810/1811). Très jeune, il travailla avec son père, notamment en produisant des billets de loterie. Son premier dessin publié apparait en 1806.
À partir de la mort de son père, vers 1810, il devint le principal caricaturiste politique de la Régence.
Ce n'est que dans les années 1820 qu'il s'oriente surtout vers l'illustration, à la suite de la publication du Life in London de P. Egan (1820) que George et son frère Isaac Robert Cruikshank ont illustré.

## Œuvre

### Caricatures politiques

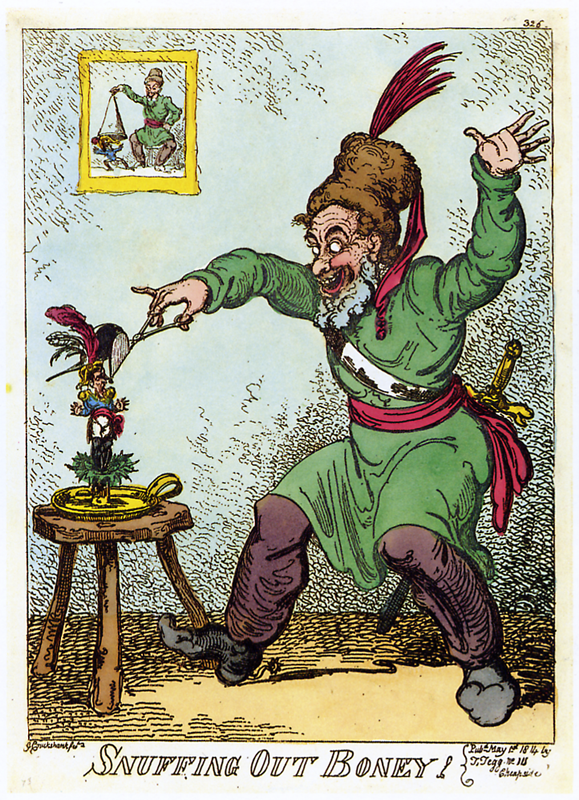
Snuffing out Boney, 1er mai 1814.

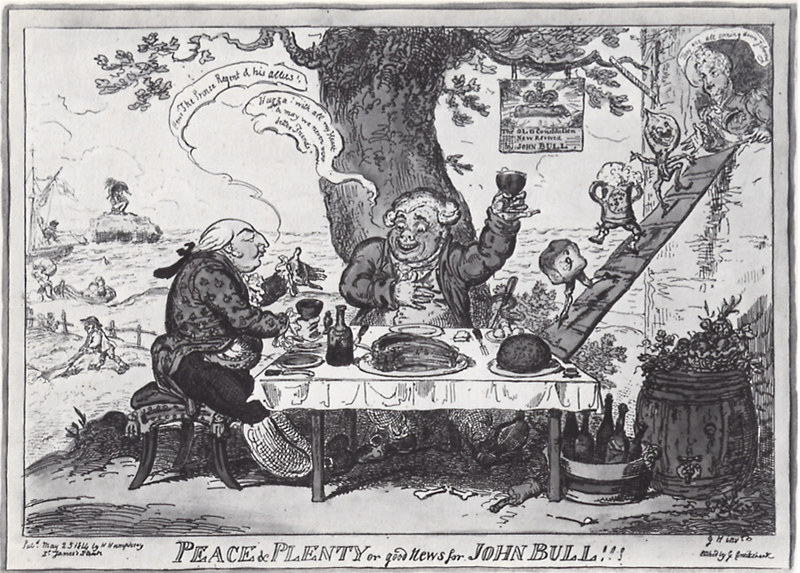
George Cruikshank, Peace & Plenty or good News for John Bull!, 25 mai 1814.

La carrière de Cruikshank, qui s'étale sur six décennies, commence avec la publication de gravures satiriques qui attaquent la famille royale et les politiciens en vue. En 1820 il touche une somme de 100 livres en échange de la promesse de ne pas caricaturer sa majesté le roi (George III de Grande-Bretagne) "dans une situation qui offenserait la morale". Il représente l'Angleterre sous les traits d'un personnage baptisé John Bull popularisé à partir de 1790 sous le crayon d'artistes Britanniques comme James Gillray et Thomas Rowlandson.
Cruikshank prend la succession de James Gillray, un des artistes qui l'ont le plus inspiré, en devenant le caricaturiste le plus apprécié de Grande-Bretagne. Pour toute une génération de lecteurs, c'est lui qui donne un visage aux conservateurs, les Tories, aux ancêtres des libéraux, les Whigs, et aux réformateurs radicaux dont il se moque avec la même liberté. Il puise son inspiration dans l'actualité la plus variée : la guerre, les ennemis de l'Angleterre (il est très chauvin), témoignant d'une sensibilité aiguë pour le burlesque mais aussi le bizarre et l'horrible. Sa haine des ennemis de la nation transparaît sous forme de xénophobie primaire dans la série d'illustrations qu'il exécuta en 1845 pour l'Histoire de la rébellion irlandaise de 1798, de William Hamilton Maxwell, où il met en scène les rebelles irlandais sous les traits de personnages grotesques et simiesques. Les Guerres napoléoniennes ont fourni également à George Cruikshank une matière abondante pour ses satires politiques, comme en témoigne l'œuvre Snuffing out Boney, qui est une caricature de Napoléon. Ce dernier, représenté par la bougie, est éteint par un soldat cosaque (œuvre produite à la suite de l'invasion de la France par les Russes en 1814).

### Caricatures sociales

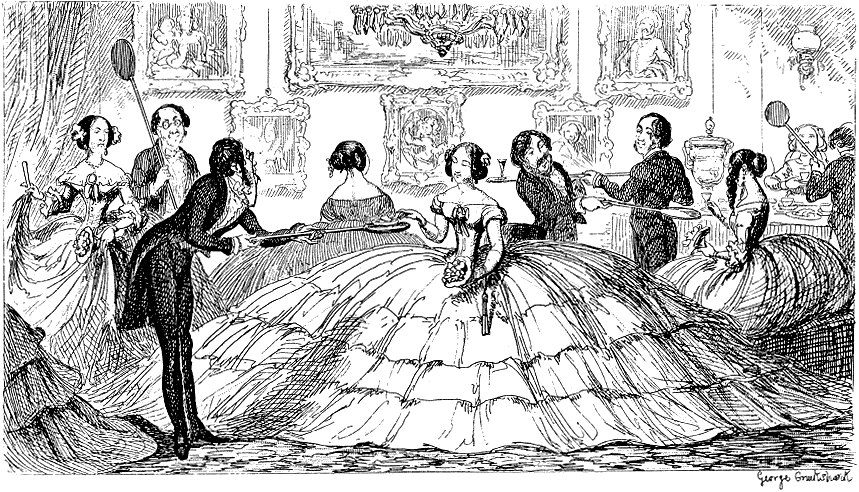
« A Splendid Spread », dessin satirique portant sur la crinoline, parue dans The Comic Almanack en 1850.

Cruikshank se fait également connaître par ses caricatures de la vie quotidienne en Grande-Bretagne, parues dans des revues telles que The Comic Almanack (1835-1853) ou Omnibus (1842). Il connaîtra plus tard une célébrité internationale en illustrant des romans, notamment ceux  de   Charles Dickens.
Il produit des séries de gravures inspirées de thèmes moralisateurs que la lutte contre l'alcoolisme a rendus populaires :  The Bottle (la bouteille), série de 8 gravures  (1847), et sa suite, The Drunkard's Children (les Enfants de l'ivrogne), autre série de 8 gravures (1848), tandis qu'une œuvre plus ambitieuse, The Worship of Bacchus (Le Culte de Bacchus) d'après une huile de l'artiste qui se trouve aujourd'hui à la Tate Gallery, est éditée par souscription. D'ailleurs, George Cruikshank fait partie à un moment de sa vie d'un groupe qui tâchait d'éradiquer l'alcoolisme en Angleterre, en publiant ses dessins très suggestifs sur les effets de ce vice. Puis, dans la dernière partie de sa carrière, il consacre bon nombre de ses gravures à un autre combat : la lutte contre l'intolérance raciale et religieuse.
Pour Charles Dickens, Cruikshank illustre Sketches by Boz (1836) et Oliver Twist (1838). Le 30 décembre 1871, Cruikshank envoie une lettre au quotidien The Times ou il revendique sa participation au scénario d'Oliver Twist. La lettre déclenche une furieuse polémique sur la paternité du roman.  Si Dickens en est le rédacteur, Cruikshank est à l'origine de nombreuses idées et il est difficile, sinon impossible, de dire ce qui revient à l'un ou à l'autre.

### Ses illustrations

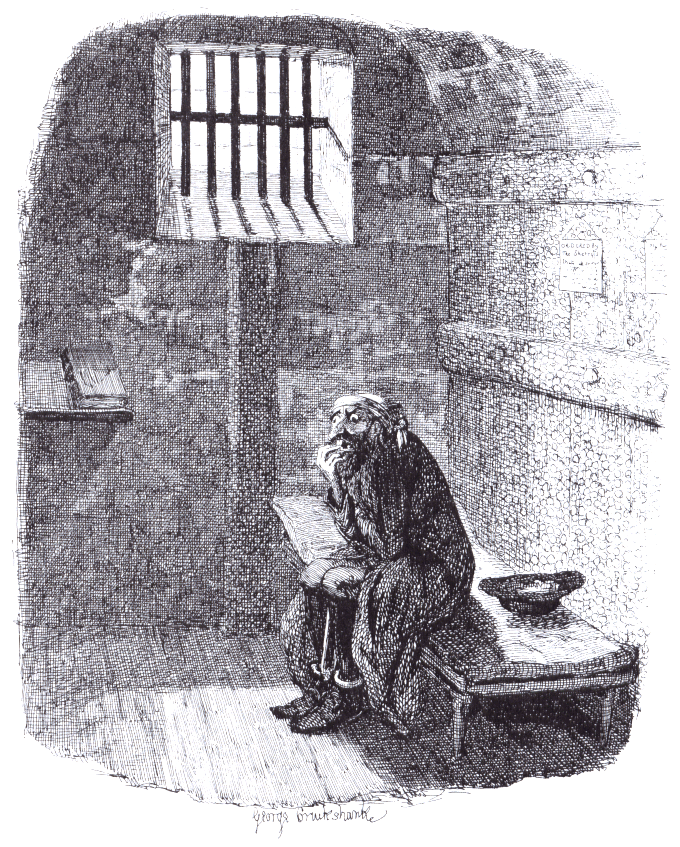
Fagin in the condemned Cell, illustration pour Oliver Twist

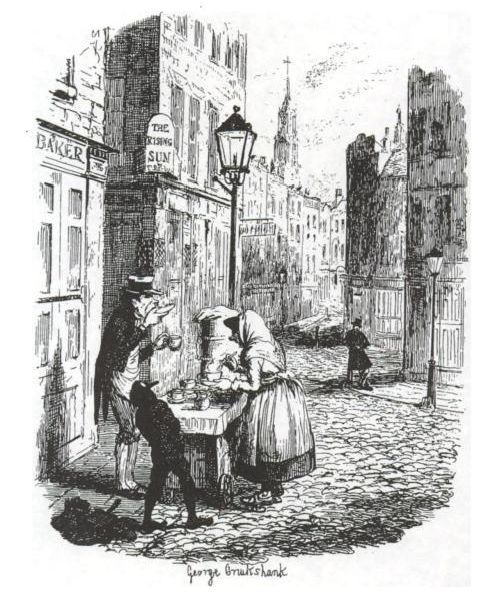
The Streets, Morning, illustration pour Sketches by Boz, p. 68 (Londres, Chapman and Hall, 1839)

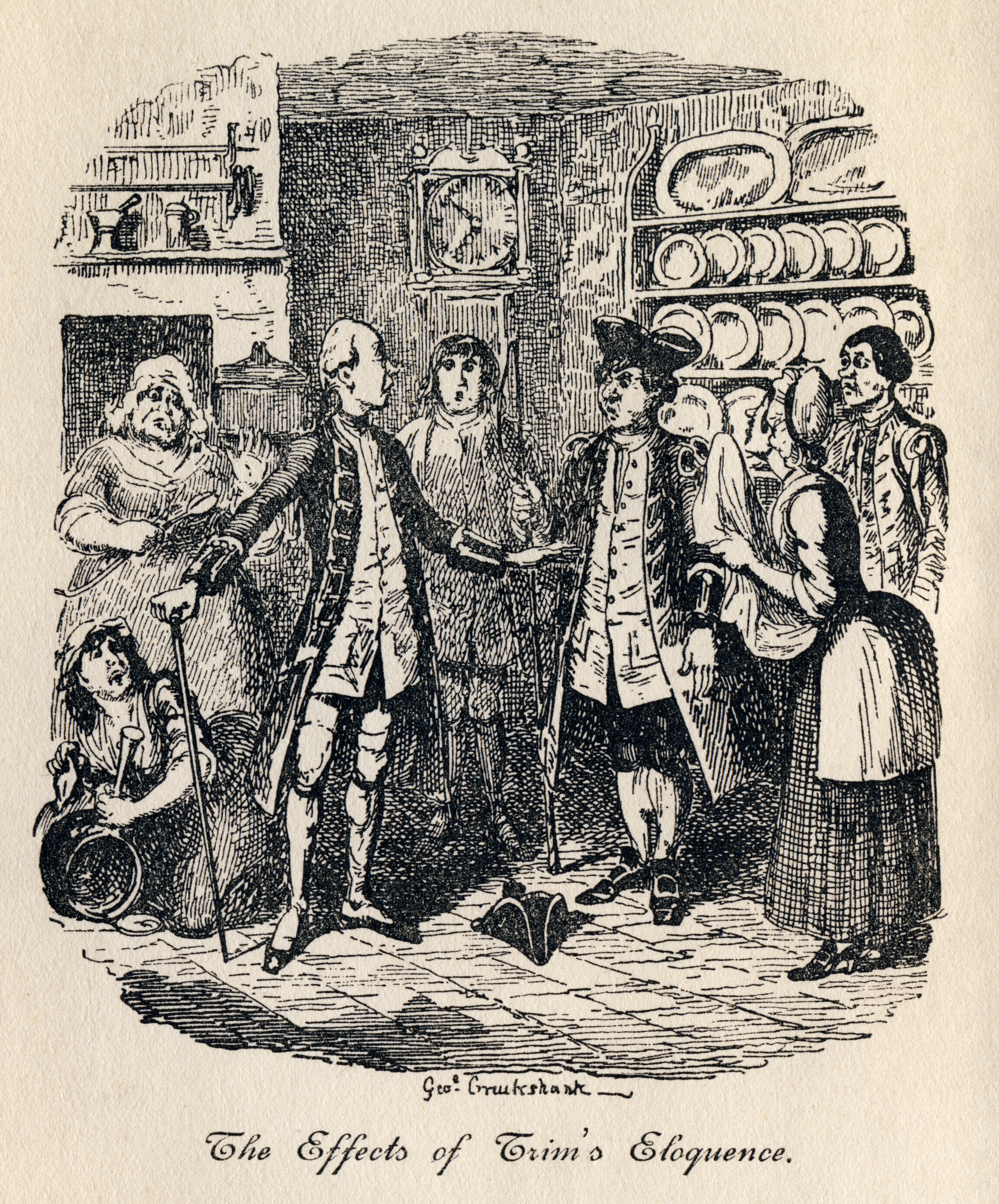
Illustration de Tristram Shandy de Laurence Sterne.

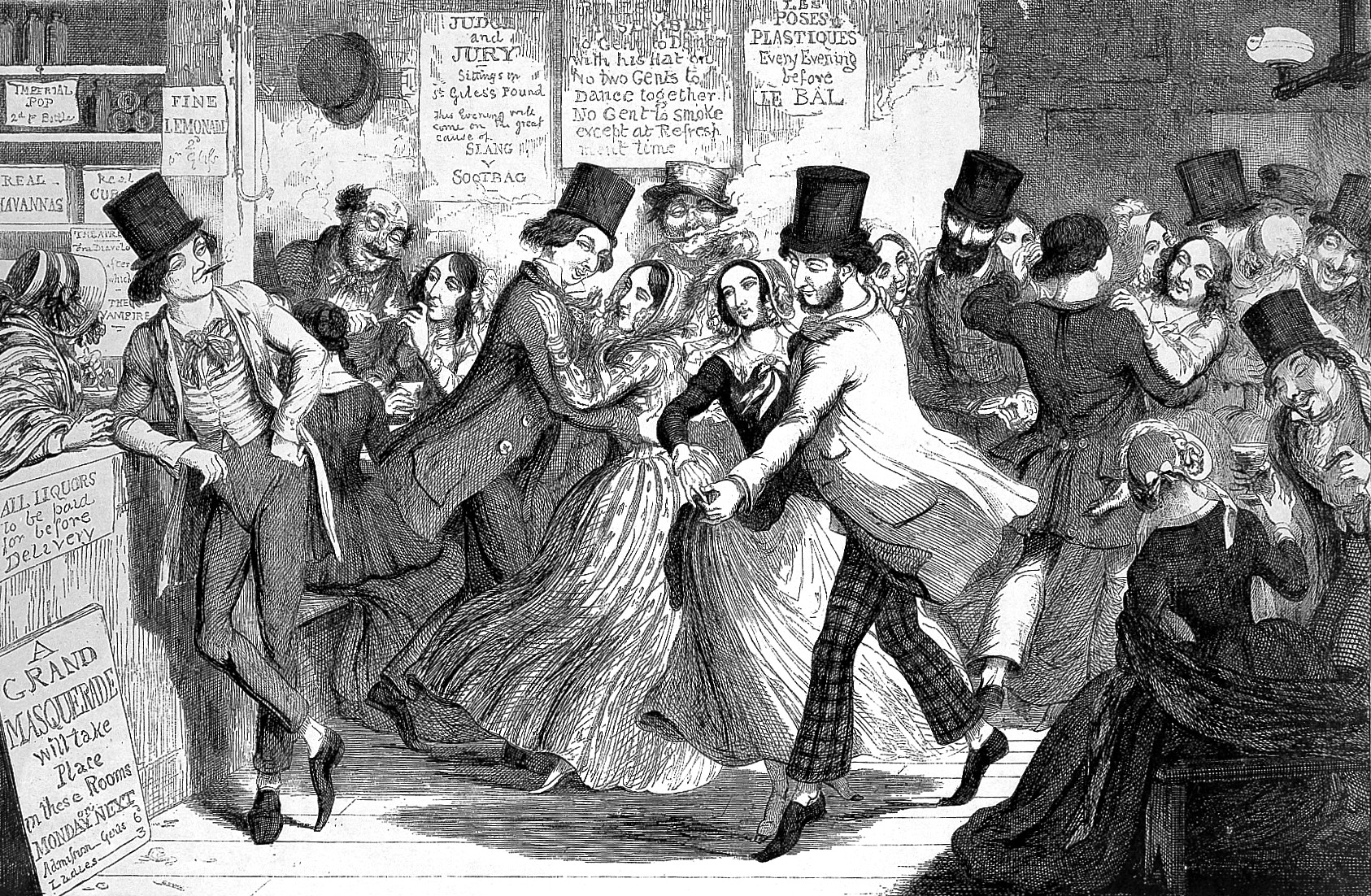
Illustration de la série 'The Drunkard's Children : Daughter dancing.

Il semble que l'œuvre de George Cruikshank la plus originale soit son illustration de la Vie de Sir John Falstaff (1858), série de planches où il interprète librement les œuvres de William Shakespeare.
Ses autres ouvrages illustrés sont nombreux et extrêmement variés : périodiques (Life in London), romans (ils paraissaient en feuilletons), recueils de nouvelles, ouvrages historiques. Il a contribué également à l'illustration de Ingoldsby Legends (en) de Richard Barham (1864).

### Par date de publication
- Pierce Egan (en) : Life in London, 1820.
- Life in Paris, 1822.
- Grimm : German Popular Stories, Baldwin, 1823.
- Chamisso: Peter Schlemihl, 1824.
- Phrenological illustrations, 1826.
- Greenwich Hospital, 1826.
- Illustrations of Time, 1827.
- Punch and Judy, Scraps and Sketches, 1828.
- Mary Cowden Clarke (en) : Kit Bam's adventures, Grant & Griffith, 1828.
- Cowper : The Diverting History of John Gilpin (en),  Tilt, 1828.
- Three Courses and a Dessert, 1830.
- Daniel Defoe : Robinson Crusoe, John Major, 1831.
- Hogarth moralized, Roscoe's Moralists Library, 1831.
- Oliver Goldsmith : The Vicar of Wakefield, Cochrane, 1832.
- Salis populi suprema lex, 1832.
- Laurence Sterne : The Life and Opinions of Tristram Shandy, Gentleman, 1832.
- Sundays in London, 1833.
- J. Wight, Sunday in London, gravures de John Byfield, Londres, Effingham Wilson, 1833.
- Cervantes : Don Quixote, Effingham Wilson, 1833.
- My sketchbook, 1834.
- Charles Dickens : Sketches by Boz, 1836.
- Irwing : History of New York, Tegg, 1836.
- Walter Scott : Waverley Novels, 1836-1838.
- Jack Sheppard, Guy Fawkes, 1838.
- Charles Dickens : Oliver Twist, 1838-1841.
- Ainsworth : The Tower of London, 1840.
- Cruikshankiana,1835; The Comic Almanach, 1835-1853; Cruikshank's Omnibus, 1841.
- The Bachelor's Own Book, Arthur O'Leary, 1844.
- William Hamilton Maxwell History of the Irish Rebellion, 1845.
- Outline of Society, 1846.
- The Bottle, 1847.
- Basile G. : The Pentamerone, Boque, 1848 (12 gravures).
- The Drunkard's Children, 1848.
- 1851 or The Adventures of Mr and Mrs Sand-boys, 1851.
- Beecher Stowe : Uncle Tom's Cabin, 1852.
- Cruikshank's Fairy Library, 1853-1854.
- Life of Sir John Falstaff, 1857.
- Bürger : Münchhausen, Tegg, 1867.
- Cruikshank's Table Book, 1869.
- Juliana Horatia Ewing (en) : The Brownies, 1870.
- The Trial of Sir Jasper, 1873.
- Juliana Horatia Ewing (en) : Lob Lie-by-the-fire, Bell, 1874.
- Peeps at life, 1875.
- The Rose and the Lily, 1877.
- Henry Fielding : The History of Tom Jones, a Foundling , (réédition 1887).
- Bunyan : Pilgrim's Progress, Frowde, 1903.

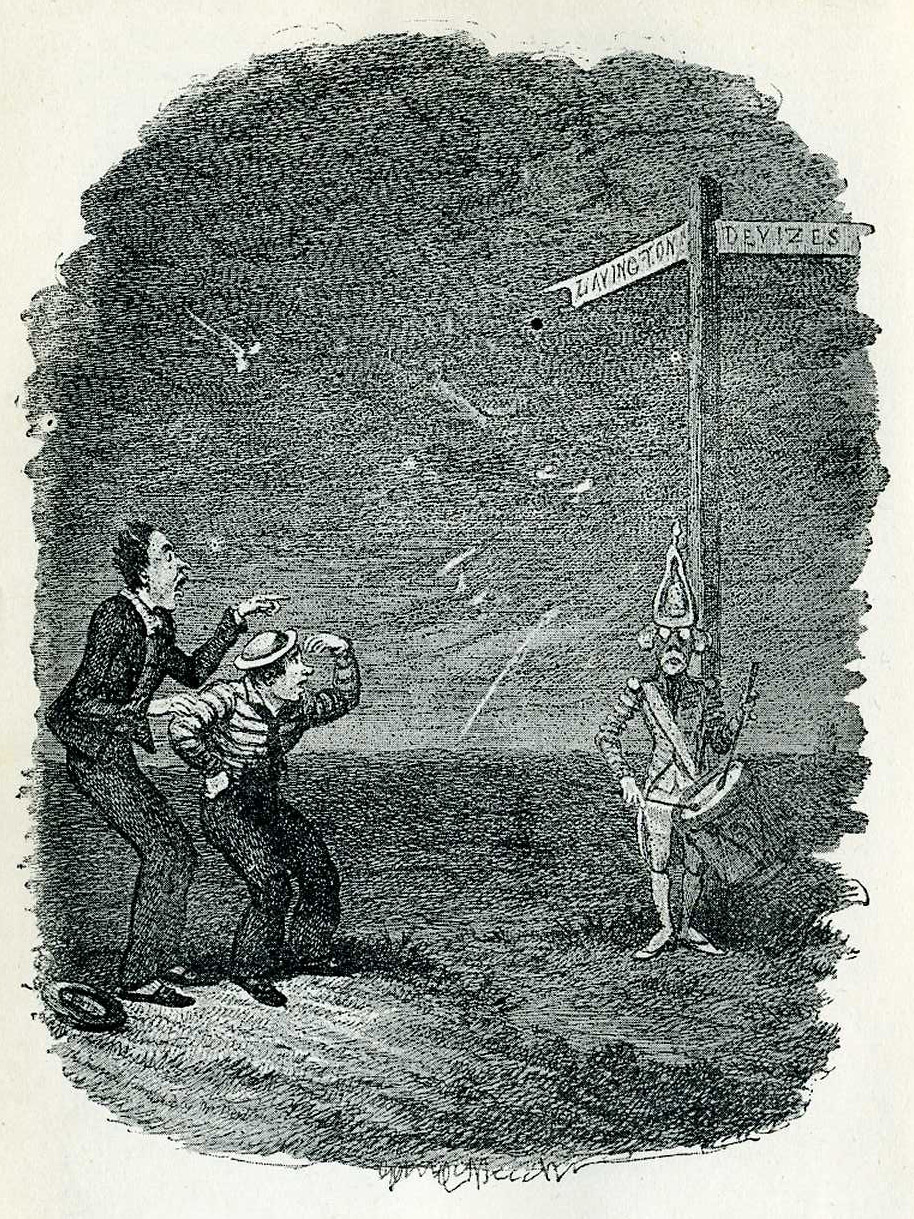
Illustration de « Dead Drummer de Salisbury Plain », Ingoldsby Legends de Richard Barham
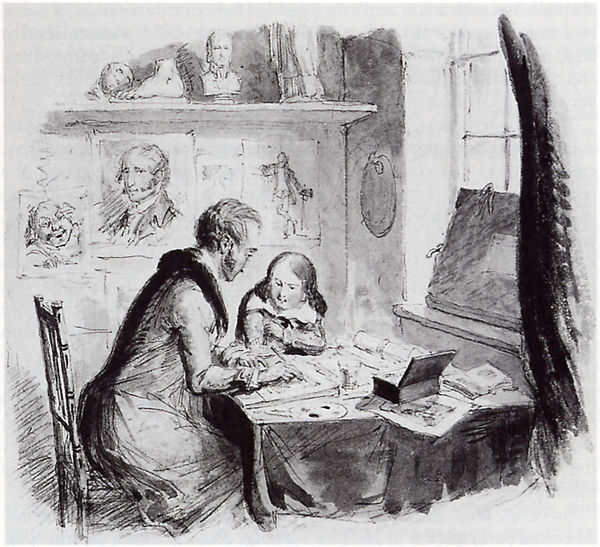
Cruikshank and his Father
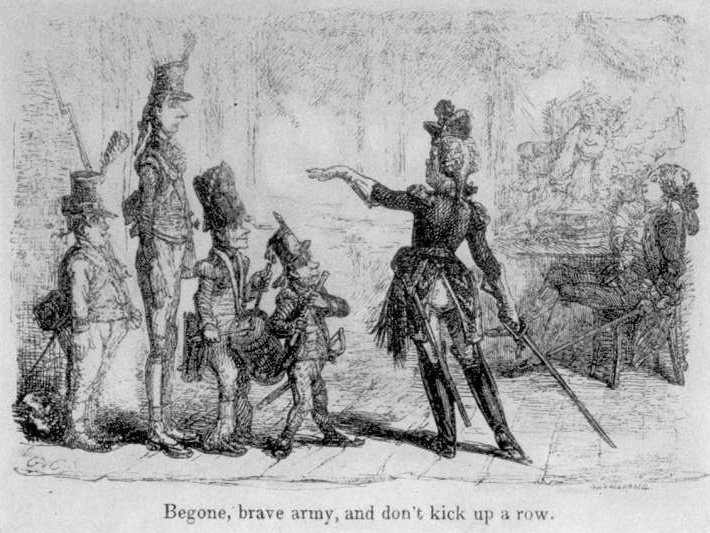
Frontispice pour Bombastes Furioso de William Barnes Rhodes (1837)
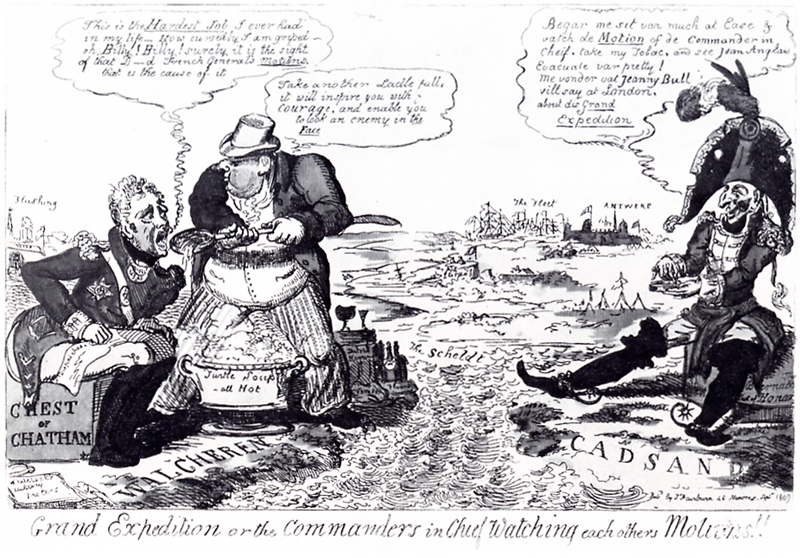
Grand Expedition or the Commanders in Chief watching each others Motions!!
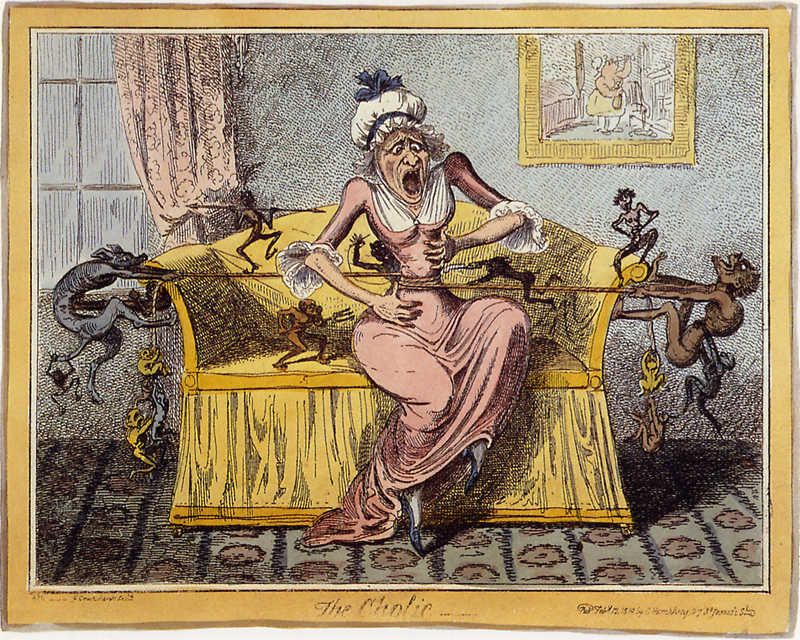
The Cholic (la colique)
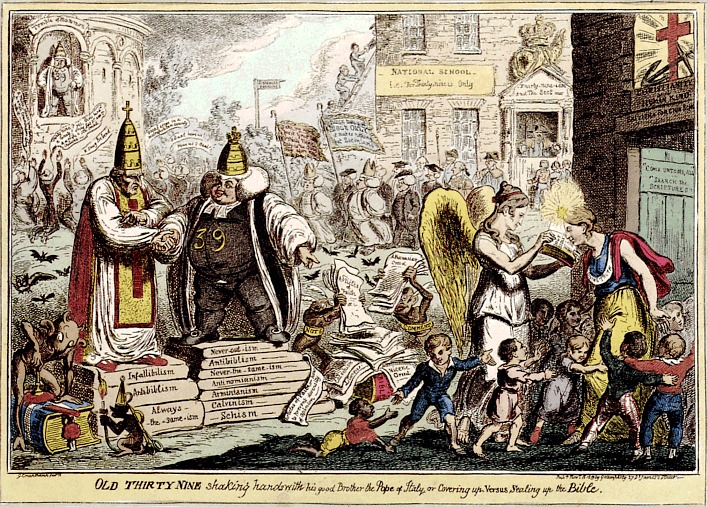
Old Thirty Nine shaking hands with his good brother the Pope of Italy, 1816
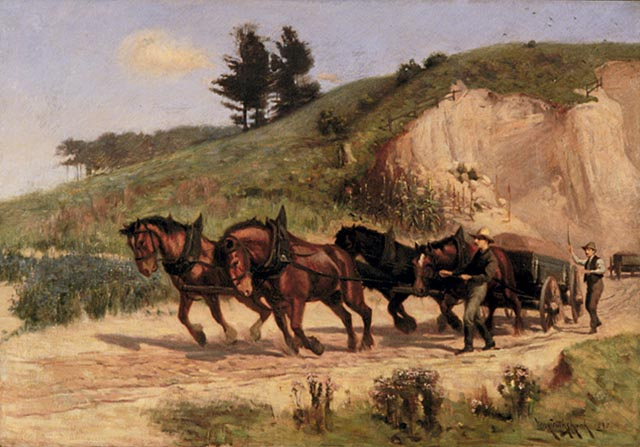
Sand Wagon, huile sur toile, 91,6 X 132,4 cm, National Gallery, Canada
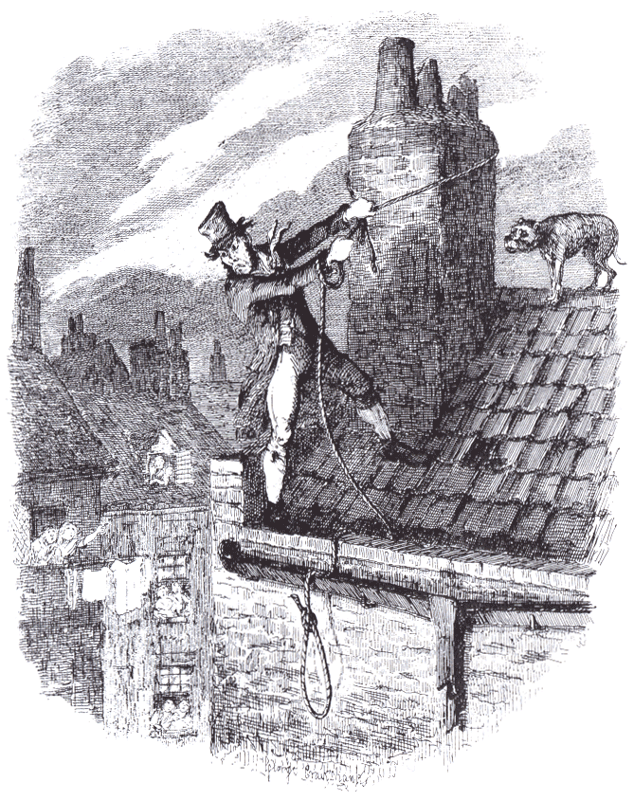
The last Chance, illustration pour Oliver Twist
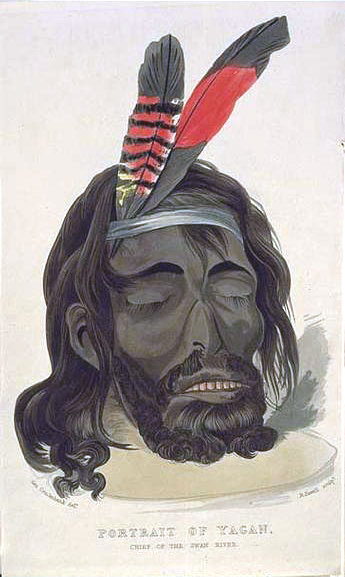
Yagan, aquatinte
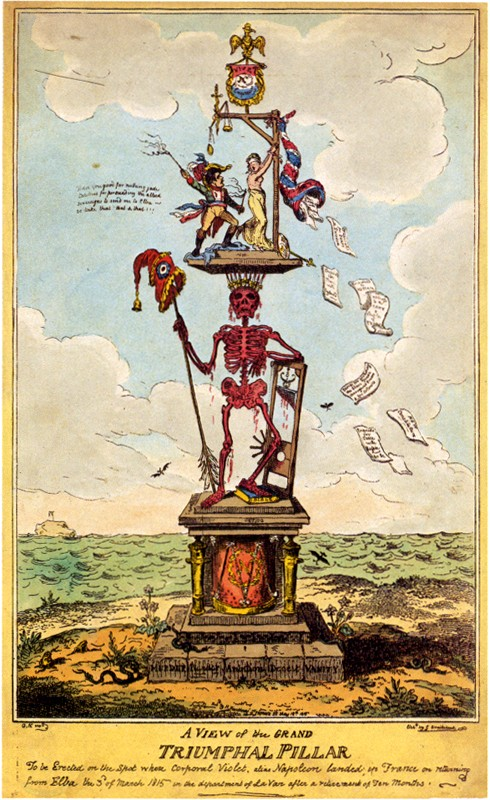
A View of the Grand Triumphal Pillar